# Mary Villiers, duchessa di Buckingham
Mary Villiers, duchessa di Buckingham, nata Mary Fairfax (30 luglio 1638 – 20 ottobre 1704), è stata una nobildonna inglese.

## Biografia
Mary era la figlia di Thomas Fairfax, III lord Fairfax di Cameron (17 gennaio 1612-12 novembre 1671), e di sua moglie, Lady Anne de Vere (1618-16 ottobre 1665), una nobildonna olandese.

## Matrimonio
Sposò, il 15 settembre 1657, George Villiers, II duca di Buckingham, figlio di George Villiers, I duca di Buckingham e Katherine Manners, baronessa de Ros di Helmsley. Non ebbero figli.

## Morte
Morì il 20 ottobre 1704, all'età di 66 anni. Fu sepolta presso l'Abbazia di Westminster.
| Controllo di autorità | VIAF (EN) 88489466 · LCCN (EN) no2009071535 |